# Имперски княжески съвет
Имперският княжески съвет (на немски: Reichsfürstenrat; Fürstenbank) е от втората половина на 15 век до 1806 обозначението за Колегията (Kurie) на имперските князе в Имперското събрание на Свещената Римска империя на немската нация. Към Имперския княжески съвет съществува Имперското събрание от Курфюрстката колегия и Имперската градска колегия.

## Списък на членовете (1792)

### Духовническа банка

#### Вирил-гласове
- Ерцхерцогство Австрия
- Херцогство Бургундия
- Архиепископ на Залцбург
- Архиепископ на Безансон
- Вишите-немски майстори на ордена на братята на немската къща St. Mariens в Йерусалим
- Епископ на Бамберг
- Епископ на Вюрцбург
- Епископ на Вормс
- Епископ на Айхщет
- Епископ на Шпайер
- Епископ на Страсбург
- Епископ на Констанц
- Епископ на Аугсбург
- Епископ на Хилдесхайм
- Епископ на Падерборн
- Епископ на Фрайзинг
- Епископ на Регенсбург
- Епископ на Пасау
- Епископ на Тренто
- Епископ на Бриксен
- Епископ на Базел
- Епископ на Мюнстер
- Епископ на Оснабрюк
- Епископ на Лиеж
- Епископ на Любек
- Епископ на град Кур
- Епископ на Фулда
- Игумен на Кемптен
- Пропст на Елванген
- Велик приор на Йоанитски-орден на Хайтерсхайм
- Пропст на Берхтесгаден
- Пропст на Вайсенбург (Персоналунион с Епископство Спайер)
- Игумен на Прюм (Персоналунион с Ерцепископство Трир)
- Игумен на Стабло-Малмеди
- Игумен (от 1792 епископ) на Корвей

#### Куриат-гласове
- Швебски имперски прелат колегиум
- Рейнски имперски прелат колегиум

### Светка банка

#### Вирил-гласове
- Бавария
- Магдебург
- Пфалц-(Кайзерс-)Лаутерн
- Пфалц-Симерн
- Пфалц-Нойбург
- Бремен
- Пфалц-Цвайбрюкен
- Пфалц-Велденц
- Саксония-Ваймар
- Саксония-Айзенах
- Саксония-Кобург
- Саксония-Гота
- Саксония-Алтенбург
- Бранденбург-Ансбах
- Бранденбург-Кулмбах
- Брауншвайг-Целе (Княжество Люнебург)
- Брауншвайг-Каленберг
- Брауншвайг-Грубенхаген (1707-1735 дадено на заем на Княжество Брауншвайг-Бланкенбург)
- Брауншвайг-Волфенбютел
- Халберщат
- Предна Померания
- Задна Померания
- Ферден
- Мекленбург-Шверин
- Мекленбург-Щрелиц
- Вюртемберг
- Хесен-Касел
- Хесен-Дармщат
- Маркграфство Баден-Баден
- Маркграфство Баден-Дурлах
- Баден-Хахберг
- Холщайн-Глюкщат
- Саксония-Лауенбург
- Минден
- Холщайн-Олденбург
- Савоя
- Лойхтенберг
- Анхалт
- Хенеберг
- Шверин (упражнявано от Мекленбург-Шверин)
- Камин
- Ратцебург (упражнявано от Мекленбург-Щрелиц)
- Херсфелд
- Nomeny
- Мьомпелгард
- Аренберги
- Хоенцолерни
- Лобковиц
- Салм
- Дитрихщайн
- Насау-Хадамар
- Насау-Диленбург
- Ауерсперг
- Източна Фризия
- Фюрстенберг
- Шварценберги
- Лихтенщайн
- Турн и Таксис (от 1754)
- Шварцбург

#### Куриат-гласове
- Ветерауиска имперска колегия
- Швебскa имперска колегия, Швебски графове и господари
- Франкска имперска графска колегия
- Долнорейнска-Вестфалска имперска графска колегия